# Beratende Landesversammlung des Landes Württemberg-Hohenzollern
Die Beratende Landesversammlung für Württemberg-Hohenzollern war ein nach dem Zweiten Weltkrieg bestehendes Gremium zur Ausarbeitung einer Landesverfassung. Als Vorgänger des Landtages für Württemberg-Hohenzollern entsprach sie den Beratenden Landesversammlungen in den beiden anderen Ländern der französischen Besatzungszone Rheinland-Pfalz und Baden sowie den Ernannten Landtagen der Länder in der amerikanischen und britischen Besatzungszone.

## Geschichte
Nach dem Zweiten Weltkrieg wurden die Länder Baden und Württemberg zwischen der amerikanischen Besatzungszone im Norden und der französischen im Süden aufgeteilt. Innerhalb der französischen Zone wurden die Länder Württemberg-Hohenzollern und Baden gegründet, in der amerikanischen Zone das Land Württemberg-Baden.
Am 16. Oktober 1945 gründete die französische Besatzungsmacht eine als „Staatssekretariat“ bezeichnete provisorische Regierung in Württemberg-Hohenzollern. Als Beratungsgremium für diese Regierung wurde eine Konferenz der Landräte und Oberbürgermeister eingerichtet, die erstmals am 3. November 1945 in Tübingen zusammenkam und danach regelmäßig an verschiedenen Orten des Landes tagte.
Die französische Militärverwaltung ordnete am 8. Oktober 1946 die Konstituierung der „Beratenden Landesversammlung für Württemberg-Hohenzollern“ an, deren Hauptaufgabe die Ausarbeitung eines Verfassungsentwurfs sein sollte. Nachdem am 15. September 1946 Wahlen für die Gemeinderäte und am 13. Oktober 1946 Wahlen für die Kreisversammlungen durchgeführt worden waren, erfolgte die Wahl der Mitglieder der Beratenden Landesversammlung am 17. November 1946. Die Wahl erfolgte nach dem Verhältniswahlsystem über die Listen der zugelassenen Parteien durch zwei Wahlgremien. Das erste Wahlgremium bestand aus den Delegierten der Kreisversammlungen, dem zweiten Gremium gehörten die Gemeinderäte der Städte über 7.000 Einwohner an. Wählbar waren nur Bürgermeister, Mitglieder der Gemeinderäte und Mitglieder der Kreisversammlungen.
Die Beratende Landesversammlung trat am 22. November 1946 zu ihrer konstituierenden Sitzung unter dem Alterspräsidenten Emil Niethammer im Schloss Bebenhausen zusammen. Sie verabschiedete den von ihr ausgearbeiteten Verfassungsentwurf am 22. April 1947. Die letzte Sitzung der Versammlung fand am 9. Mai 1947 statt. Nachdem die französische Militärregierung dem Text der Verfassung zugestimmt hatte, wurde die Verfassung der Bevölkerung gleichzeitig mit der Wahl zum ersten Landtag am 18. Mai 1947 zur Abstimmung vorgelegt. Sie erhielt 268.701 Ja-Stimmen bei 116.045 Nein-Stimmen.

## Präsident
Auf der konstituierenden Sitzung der Beratenden Landesversammlung am 22. November 1946 wurde Karl Gengler (CDU) zu ihrem Präsidenten gewählt. Erster Stellvertreter war Fritz Fleck (SPD), Zweiter Stellvertreter Karl Kübler (DVP).
Direktor bei der Beratenden Landesversammlung war Friedrich Seethaler.

## Zusammensetzung
Die Beratende Landesversammlung setzte sich einschließlich drei Abgeordneten aus dem bayerischen Kreis Lindau wie folgt zusammen:
| Fraktion | Abgeordnete |
| -------- | ----------- |
| CDU      | 42          |
| SPD      | 14          |
| DVP      | 8           |
| KPD      | 4           |
| gesamt   | 68          |

## Mitglieder
| Name                   | Lebens- daten | Fraktion | Anmerkung                        |
| ---------------------- | ------------- | -------- | -------------------------------- |
| Richard Abt            | 1892–1968     | CDU      |                                  |
| Wilfried Acker         | 1908–1979     | KPD      |                                  |
| Wilhelm Baessler       | 1878–1975     | CDU      |                                  |
| Bernhard Bauknecht     | 1900–1985     | CDU      |                                  |
| Paul Binder            | 1902–1981     | CDU      |                                  |
| Philipp Jakob Bischoff | 1889–1959     | CDU      |                                  |
| Lorenz Bock            | 1883–1948     | CDU      |                                  |
| Wilhelm Braun          | 1887–1971     | CDU      |                                  |
| Oswald Degenfelder     | 1899–1981     | CDU      |                                  |
| Hermann Dold           | 1892–1953     | CDU      |                                  |
| Franz Dreher           | 1898–1977     | CDU      |                                  |
| Otto Erbe              | 1884–1965     | DVP      |                                  |
| Fritz Erler            | 1913–1967     | SPD      |                                  |
| Walter Fetscher        | 1890–1974     | CDU      |                                  |
| Johannes Feyrer        | 1891–1958     | CDU      |                                  |
| Fritz Fleck            | 1890–1966     | SPD      |                                  |
| Karl Gengler           | 1886–1974     | CDU      |                                  |
| Josef Göser            | 1878–1964     | DVP      | Vertreter des Landkreises Lindau |
| Wilhelm Göttler        | 1890–1953     | CDU      | Vertreter des Landkreises Lindau |
| Franz Gog              | 1907–1980     | CDU      |                                  |
| Ernst Gräßle           | 1894–1958     | CDU      |                                  |
| Egon Grall             | 1880–1957     | CDU      |                                  |
| Eugen Hahn             | 1874–1959     | CDU      |                                  |
| Albert Hartmann        | 1899–1991     | CDU      |                                  |
| Adolf Hartmeyer        | 1886–1953     | SPD      |                                  |
| Friedrich Haux         | 1887–1966     | DVP      |                                  |
| Jakob Hermann          | 1872–1952     | CDU      |                                  |
| Christian Hofer        | 1893–1951     | CDU      |                                  |
| Herbert Holtzhauer     | 1906–1987     | SPD      |                                  |
| Oskar Kalbfell         | 1897–1979     | SPD      |                                  |
| Ernst Kinkelin         | 1916–1991     | DVP      |                                  |
| Hans Kohler            | 1893–1962     | DVP      |                                  |
| Karl Kübler            | 1880–1955     | DVP      |                                  |
| Otto Künzel            | 1903–1966     | SPD      |                                  |
| Johann Leibinger       | 1903–1993     | CDU      |                                  |
| Eduard Leuze           | 1906–1973     | DVP      |                                  |
| Bernhard Lieb          | 1894–1978     | CDU      |                                  |
| Judas Thaddäus Mayer   | 1897–1972     | CDU      |                                  |
| Gertrud Metzger        | 1908–1993     | SPD      |                                  |
| Anton Nassal           | 1877–1949     | CDU      |                                  |
| Emil Niethammer        | 1869–1956     | CDU      |                                  |
| Wilhelm Rathke         | 1876–1951     | CDU      |                                  |
| Dieter Roser           | 1911–1975     | SPD      |                                  |
| Friedrich Rothfuß      | 1884–1960     | SPD      |                                  |
| Hans Georg Rupp        | 1907–1989     | SPD      |                                  |
| Albert Sauer           | 1902–1981     | CDU      |                                  |
| Josef Schinle          | 1896–1965     | CDU      |                                  |
| Dora Schlatter         | 1890–1969     | CDU      |                                  |
| Carlo Schmid           | 1896–1979     | SPD      |                                  |
| Josef Schmid           | 1888–1979     | CDU      | Vertreter des Landkreises Lindau |
| Franz Schneider        | 1880–1956     | CDU      |                                  |
| Josef Schneider        | 1893–1978     | CDU      |                                  |
| Josef Schneider        | 1891–1971     | SPD      |                                  |
| Luitgard Schneider     | 1893–1972     | CDU      |                                  |
| Fritz Schuler          | 1885–1955     | CDU      |                                  |
| Thomas Schwarz         | 1903–1974     | CDU      |                                  |
| Erwin Seiz             | 1889–1951     | DVP      |                                  |
| Anton Sommer           | 1893–1977     | SPD      |                                  |
| August Sonntheimer     | 1911–1966     | CDU      |                                  |
| Ulrich Steiner         | 1908–1961     | CDU      |                                  |
| Oskar Stemmler         | 1883–1964     | CDU      |                                  |
| Heinrich Vollmer       | 1885–1961     | CDU      |                                  |
| Adolf Waldner          | 1889–1959     | SPD      |                                  |
| Wilhelm Weigold        | 1894–1962     | KPD      |                                  |
| Ludwig Wieland         | 1901–1988     | KPD      |                                  |
| Eugen Wirsching        | 1891–1983     | CDU      |                                  |
| Manfred Witzgall       | 1914–1974     | CDU      |                                  |
| Ferdinand Zeeb         | 1894–1954     | KPD      |                                  |